# Vera Krafft
Vera Krafft (* 15. Januar 1910 in Moskau; † 14. Juli 2003 in Freiburg im Breisgau) war eine deutsche Malerin.

## Leben
Vera Krafft wurde als fünftes Kind der deutsch-russischen Kaufmannsfamilie Krafft in Moskau geboren. Während der russischen Revolution emigrierte die Familie nach Deutschland und wurde in Freiburg ansässig. Hier besuchte Krafft das Gymnasium und machte 1929 Abitur. Von 1937 an war sie Schülerin der 1915 von Minni Bosshard und Karl Blocherer gegründeten Blocherer Schule für freie und angewandte Kunst in München. Die in der Ausstellung über entartete Kunst 1937 in München gezeigten Werke von Ernst Ludwig Kirchner, Max Pechstein und Paul Klee veranlassten die Malerin eigene Wege in die Abstraktion zu suchen.
1942 ging Krafft nach Freiburg zurück und verdiente sich ihren Lebensunterhalt mit Illustrationen für mehrere Verlage. 1947 wurde sie Mitglied des Berufsverbandes Bildender Künstlerinnen und Künstler (BBK) Südbaden.
1942 hatte sie ihre erste Ausstellung im Freiburger Kunstverein. Es folgten in fast jährlichen Abständen weitere Ausstellungen in Freiburg, unter anderem im Augustinermuseum, im Kunstverein Karlsruhe, in Windhoek/Namibia (Galerie Nitzsche), in Guebwiller/Frankreich, in der Evangelischen Akademie Loccum, in Bad Krozingen (gemeinsam mit dem Schweizer Joseph Beuret), in Bonn-Bad Godesberg, sowie Gruppen Ausstellungen in Konstanz, Hamburg, München. Anlässlich ihres 80. Geburtstags erfolgte eine letzte große Retrospektive im Kunstverein „Schwarzes Kloster“ in Freiburg. 
Zunächst beeinflusst von dem Stil Karl Blocherers und Motiven der Kriegs- und Nachkriegsjahre wie Flucht, Vertreibung, Tod, Elend, wobei ihre Kohlezeichnungen und Linolschnitte eine Ähnlichkeit zu Käthe Kollwitz aufweisen, wandte sich Krafft beeinflusst durch die Hamburger Malerin Eva Hasperg dem Aquarell und der Landschaftsmalerei zu. Durch den Maler Fritz Kronenberg erhielt sie Anregungen zur Farbtechnik und Farbgestaltung. Mit dem russisch-französischen Maler Oleg Zinger verband sie eine lebenslange Freundschaft. Anregungen durch ihn finden sich sowohl in den Illustrationen und Plakatentwürfen ihrer Frühzeit wie auch in den mehr abstrakten kleinformatigen Bildern ihrer späteren Lebensjahre. Auch Einflüsse von Julius Bissier, bei dem Vera Krafft Akt zeichnete, sind in diesen späten Aquarellen zu finden. Etwa seit 1960 entstanden neben Tuschen, Aquarellen und graphischen Arbeiten auch Collagen und einige wenige Arbeiten in Öl. 
Wie Dr. Sabine Heilig bei der Eröffnung der letzten großen, dem Lebenswerk von Frau Krafft gewidmeten Ausstellung im „Schwarzen Kloster“ in Freiburg beschrieb, sind gerade in ihren letzten Aquarellen „spannungsreich und kraftvoll geometrische Formen dargestellt, die Räumlichkeit aus dem rhythmischen Zueinander von Linie und Fläche beschreiben. Andere Werke zeigen fragile, transparente Formengebilde, die einen Schwebezustand zwischen Ruhe und Bewegung zum Thema haben und eindringliche, magische Bilderwelten erzeugen“.
| Personendaten    | Personendaten        |
| ---------------- | -------------------- |
| NAME             | Krafft, Vera         |
| KURZBESCHREIBUNG | deutsche Malerin     |
| GEBURTSDATUM     | 15. Januar 1910      |
| GEBURTSORT       | Moskau               |
| STERBEDATUM      | 14. Juli 2003        |
| STERBEORT        | Freiburg im Breisgau |